# Unonopsis
Unonopsis é um género botânico pertencente à família Annonaceae. Compreende aproximadamente 50 espécies.